# Rymdforskning
Med rymdforskning menas normalt forskning som bedrivs med instrument i rymden. Denna forskning täcker in en lång rad olika forskningsområden.

## Historik
Den tidiga rymdforskningen var baserad på små enkla instrument, framförallt för plasmamätningar inom det som kom att kallas rymdfysik. Mest känd är upptäckten av strålningsbältena (Van Allen-bältena) 1958. Året därpå inleddes rymdplanetologin med utforskningen av månen med en serie rymdsonder, bland annat den första fotograferingen av månens baksida 1959 av Luna 3. Sedan dess har utvecklingen gått mot större och långt mer komplicerade instrument i rymden, vilket möjliggjort forskning även inom bland annat jordobservation, astrofysik och forskning som utnyttjar tyngdlöshet.

## Forskningsområden

### Jordobservationer
Från satelliter i omloppsbana kring jorden studeras vår planet med optiska instrument och med radar. Detta ger global information och ofta kontinuerliga tidserier, vilket är av vikt för till exempel klimatstudier. Observationerna kan bland annat avse atmosfären, vegetation, glaciärer, inlandsisar, hav, geodesi och geofysik.

### Rymdfysik
Det tunna plasmat i rymden studeras med instrument på satelliter som mäter elektriska och magnetiska fält, tätheten och temperaturen hos elektroner och joner, med mera.  Analysen av sådana observationer kan ge information om flödet av laddade partiklar från solen (solvinden), uppfångandet av dessa partiklar i jordens magnetosfär, uppkomsten av norrsken och elektromagnetisk påverkan på elektriska system på satelliter och på jorden. Studierna visar också på grundläggande processer i plasman, som ofta kan vara svåra att studera i laboratorier.

### Planetologi
Med rymdsonder studeras våra närmaste grannar i planetsystemet. Detta kan ske genom förbiflygningar, kretsare och landare.

### Astrofysik
Med teleskop i bana kring jorden kan astronomiska observationer göras med optimal skärpa och i alla våglängdsområden, även de som blockeras av jordens atmosfär. Mest känt är rymdteleskopet Hubble (NASA-ESA), men många andra rymdteleskop har givit astronomer och kosmologer mer revolutionerande information genom att öppna upp nya våglängdsområden (främst gamma, röntgen, infrarött och submillimeter). Även kosmisk partikelstrålning kan med fördel detekteras med instrument i rymden.

### Rymdmiljön
Många materialexperiment, i synnerhet avseende vätskor och stelning, kan dra nytta av den tyngdlösa miljön på en satellit i omloppsbana kring jorden. Biologiska systems anpassning till tyngdkraft studeras också genom jämförelser med beteendet i tyngdlöshet. Människans anpassning till och förmåga att klara långvarig tyngdlöshet är av betydelse för framtida rymdfart. Strålningsmiljön i rymden har stor betydelse inför planering av framtida interplanetära färder. Strålningens inverkan på mikroorganismer är också av intresse inom astrobiologin, till exempel avseende möjligheterna för liv att spridas från planet till planet med utkastade sekundärmeteoriter.

### Fundamentalfysik
Rymden erbjuder möjligheter att testa fysikaliska lagar med stor noggrannhet, till exempel ekvivalensprincipen.